# Léonide Bourges
Pour les articles homonymes, voir Bourges.
 (avril 2014).
Léonide Bourges, née à Paris le 22 janvier 1838 et morte à Auvers-sur-Oise le 22 décembre 1909,, est une artiste peintre française.

## Biographie
Son père était marchand de tableaux. Léonide Bourges est l'élève de Théodore Frédéric Salmon (1811-1876), de Pierre-Édouard Frère (1819-1886) et de Charles-François Daubigny, qui deviendra son ami. Elle débute au Salon de 1857 avec des natures mortes. Sous l'influence de Corot, elle pratique la peinture de plein air. Elle produit des scènes de genre, des paysages et des natures mortes.
Elle fait partie du cercle d'amis qui se rencontre le soir au Café de la Station, tenu par Patois à Auvers-sur-Oise avant 1860, en compagnie des Charles-François Daubigny, Camille Corot, Honoré Daumier, Eugène-Stanislas Oudinot de La Faverie, Adolphe-Victor Geoffroy-Dechaume et Jules Dupré. Elle s'installe dans cette ville en 1874 et Daubigny la reçoit sur son bateau Le Bottin. Elle avait son adresse parisienne à Montmartre, au no 54 rue Saint-Georges.
À la mort de son ami Daubigny, elle organise une souscription pour lui élever un monument, elle y participe en vendant les toiles qu'elle possédait de cet artiste. Elle est inhumée au cimetière d'Auvers-sur-Oise.

## Œuvres dans les collections publiques
- Auvers-sur-Oise, Musée Daubigny :
  - Autoportrait, huile sur toile ;
  - Autoportrait, gravure ;

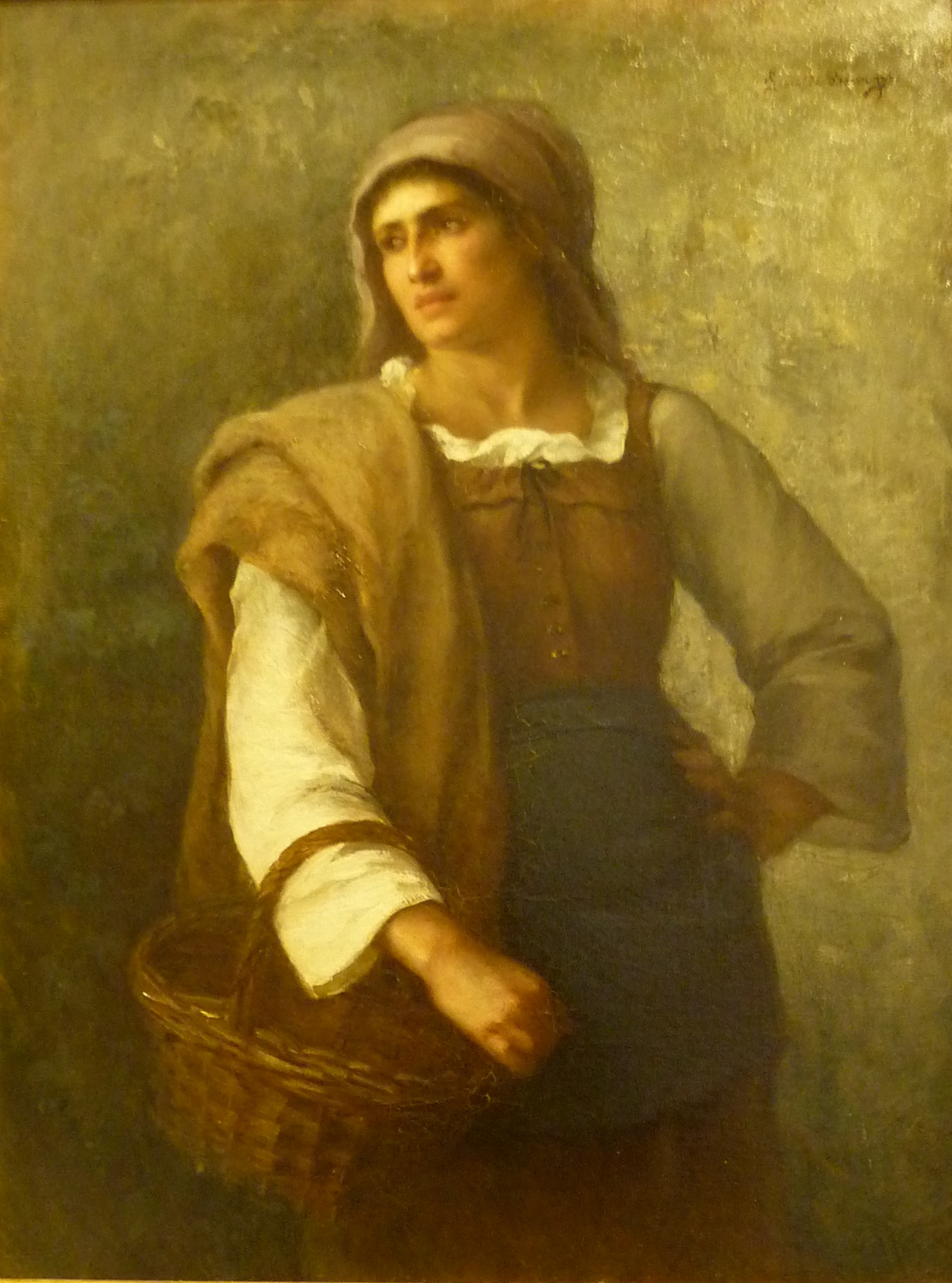
Paysanne, huile sur toile, avant 1886, musée des Beaux-Arts de Morlaix.

  - Pommiers en fleurs, huile sur toile ;
  - Rue de la Sanssonne, à Auvers sur Oise, huile sur toile ;
  - Carnet de croquis.
- Paris, département des Arts graphiques du musée du Louvre :
  - Chapelle Romane d'Auvers, dessin, mine de plomb ;
  - Escalier montant à l'église, dessin, mine de plomb ;
  - Clocher de l'église d'Auvers, dessin, mine de plomb ;
  - Ferme avec l'église d'Auvers, dessin, mine de plomb ;
  - Album de dessins, 45 feuillets numérotés.
- Morlaix, musée des Beaux-Arts :
  - Paysanne, huile sur toile, avant 1886.
- Reims, musée des Beaux-Arts :
  - Petite fille mangeant sa soupe, huile sur bois, 29,8 × 22,7 cm[6].

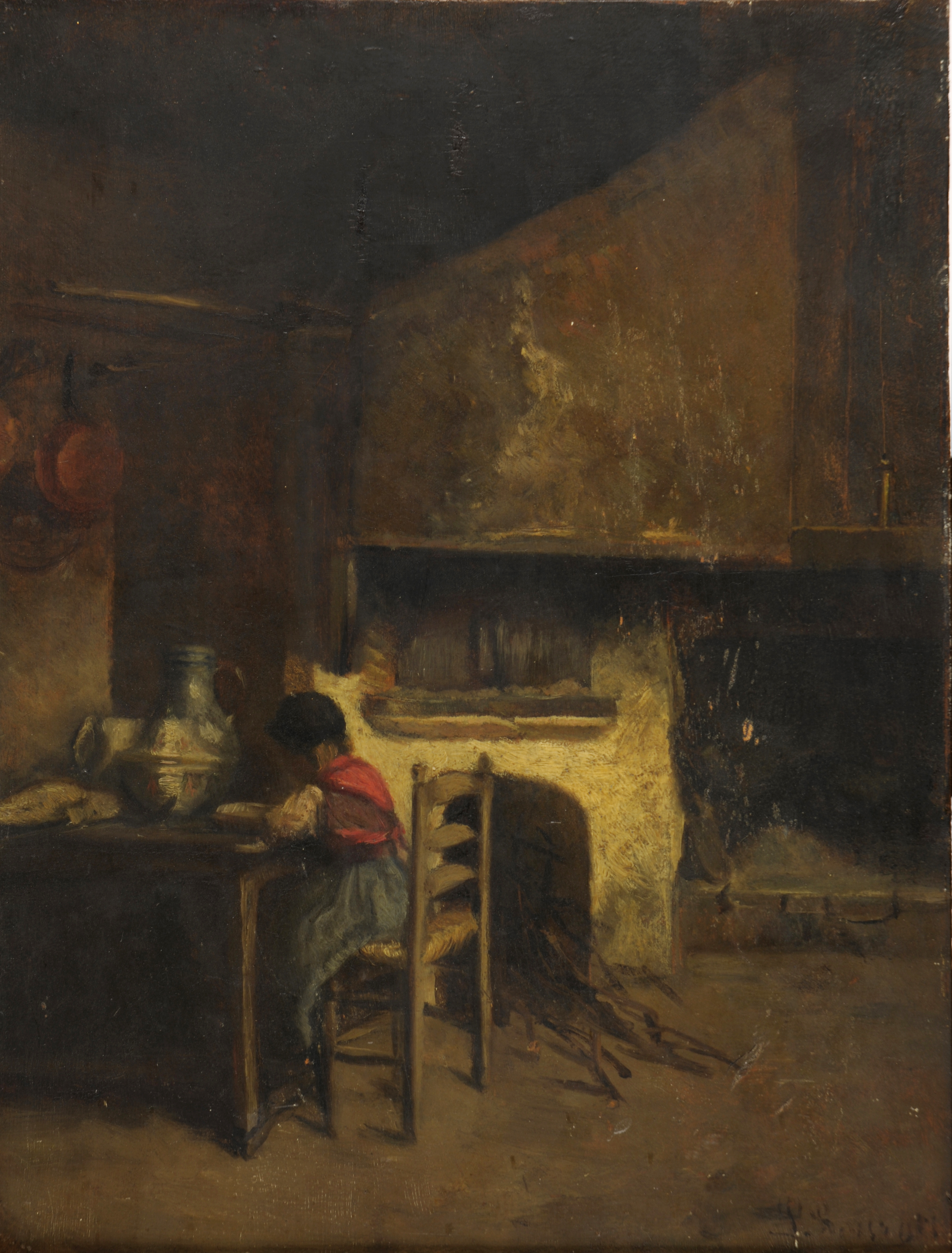
Petite fille mangeant sa soupe, musée des Beaux-Arts de Reims.

## Illustration
- Armand Bourgeois, Le Vin de Champagne sous Louis XIV et sous Louis XV, d'après des lettres et documents inédits, éditions Bibliothèque d'art de La Critique, 1897, lire en ligne sur Gallica.
- Armand Bourgeois, Promenade d’un touriste dans l’arrondissement d’Épernay, Saint-Martin-d'Ablois et le Sourdon, Paris, 1899.

## Salons
- 1857 : Natures mortes ;
- 1865 : Paysage d'Île-de-France ; La Veuve ; La Chapelle des marins à Saint-Valéry-sur-Somme.

## Expositions
- 1858 : musée de Nantes, trois tableaux ;
- 1878 : Londres ;
- 1905 : 24e salon de l'Union des femmes peintres et sculpteurs ;
- exposition à Saint-Germain (médaille).

## Hommages
- À Auvers-sur-Oise : une allée Léonide Bourges ;
- à Butry-sur-Oise : une rue Léonide Bourges.